# …And Justice for All (альбом)
…And Justice for All (з англ. —  "...та справедливістю для всіх") — четвертий студійний альбом американського треш-метал гурту Metallica, опублікований 25 серпня 1988 року. Це перший повноформатний альбом колективу за участі басиста Джейсона Ньюстеда, який замінив трагічно загиблого в 1986 році Кліффа Бертона. Музичний зміст платівки має більш прогресивну структуру, що базується на довгих і складних мелодіях композицій, виконаних у швидкому темпі, а також невелику кількість класичних куплетних форм, навідміну від своїх попередників. Згодом багато експертів критикували «сухе» звучання та «стерильний» продакшн альбому, а також нарікали на майже повністю заглушений бас і «дивне» звучання ударних, продюсер запису — Флемінг Расмуссен (що брав участь у створенні двох попередніх дисків групи) — пояснював це своєю відсутністю на етапі мікшування. Лейтмотив альбому об'єднаний єдиною концептуальною основою, що базується на темі політичної та правової несправедливості, яка формується завдяки сюжетам окремих пісень: війні, цензурі та ядерному протистоянні. У піснях … And Justice for All учасники колективу критикували політичну систему США за її лицемірство, брехню та двуличність.
Обкладинка альбому була створена художником Стівеном Горманом за ескізом Джеймса Гетфілда і Ларса Ульріха, на ній зображена статуя богині Юстиції, яку скидають з постаменту за допомогою тросів, її груди оголені, а ваги переповнені доларовими банкнотами. Назва платівки - ... And Justice for All  - є частиною клятви вірності американському прапору, розміщена в нижній частині обкладинки і стилізована під графіті. На підтримку альбому було випущено три сингли: Harvester of Sorrow, Eye of the Beholder і One ; заголовний трек був виданий у форматі промосингла.

## Музика
...And Justice for All — музично прогресивний альбом, що містить довгі та складні пісні, швидкий темп і кілька куплетно-приспівних структур. Metallica вирішила розширити свій звуковий діапазон, написавши пісні з кількома розділами, важкими гітарними арпеджіо та незвичайними розмірам . Гетфілд пояснив: «Що стосується написання пісень, [альбом] був лише для того, щоб ми похизувалися і намагалися показати, на що ми здатні. Ми вклали шість рифів в одну пісню? Давайте зробимо вісім. Давайте збожеволіємо від цього.'" 
Критик Саймон Рейнольдс відзначив зміни рифів і експерименти з хронометражем у складно побудованих піснях альбому: «Зміна темпу, зміна передач, пропуски, уповільнення та раптові зупинки».
Імон Стек з BBC Music написав, що ...And Justice for All звучить інакше, ніж попередні альбоми гурту, з довшими піснями, рідшими аранжуваннями та жорсткішим вокалом Хетфілда.
За словами журналіста Мартіна Попоффа , альбом менш мелодійний, ніж його попередники, через часті зміни темпу, незвичайні структури пісень і багатошарові гітари. Він стверджував, що альбом є більше прогресивним записом через його складно виконану музику та похмурий звук.
Музичний автор Джоел Макайвер назвав музику альбому досить агресивною, щоб Metallica змогла зберегти своє місце серед гуртів «м’якшого кінця екстремального металу».
За словами автора Крістофера Ноулза , Metallica довела «концепцію трешу до її логічного завершення» на альбомі. 

## Лірика
У «Blackened» Гетфілд розповідає про те, що може принести планеті Земля майбутнє. Гарантоване взаємне знищення було загальнообговорюваною політичною темою в той час, однак текст пісні свідчить про те, що ГВЗ є лицемірним, суперечливим вирішенню справжньої проблеми, і що його здійснення лише призведе до загибелі всього живого на нашій планеті через ядерну зиму. Термін «почорнілий» насправді означає рубці через опіки, гниття чи синці.
«…And Justice for All» розповідає нам про соціальну несправедливість, а саме про те, як багаті й впливові корумпують правосуддя й правову систему, зловживають заради власних цілей і завдають шкоди бідним і вразливим.
«Eye of the Beholder» — трек про політиків, групи особливих інтересів, які контролюють вашу свободу слова та самовираження.
«One» заснована на романі Далтона Трамбо "Джону дали зброю". Там Джо Бонем, солдат Першої світової війни, потрапляє під вибух міни, яка забирає його кінцівки та обличчя, і стає в’язнем у власному тілі. Джо втратив почуття і не може спілкуватися, але все ще живий медичною бригадою. Таким чином текст пісні відповідає його благанню позбутися його страждань. На цю пісню був знятий найперший кліп гурту.
«The Shortest Straw» є гострою критикою внесення людей із суперечливими політичними поглядами до чорних списків. Гетфілд із гнівом розповідає історію людини, яка зазнала дискримінації в тому, що має бути «вільним» суспільством. У пісні конкретно згадується про «червону загрозу» 1950-х років, коли уряд США та приватні компанії об’єдналися, щоб виділити політиків і активістів, яких вони підозрювали в симпатіях до комуністів.
«Harvester of Sorrow» зосереджена на темі домашнього насильства та жорстокого поводження та підкреслює вплив травми на людину, коли вона подорослішає. Ця пісня про чоловіка, який у дитинстві зазнав жорстокого поводження, що травмувало його протягом усього дорослого життя. Вищезгадана травма зводить його з розуму, і він вирішує вбити свою сім'ю.
«The Frayed Ends of Sanity» розповідає про співака, який стає все більш параноїком і тому знаходиться на межі втрати розуму.
«To Live Is to Die» є даниною поваги Кліффу Бертону. Бас-лінія - це суміш невикористаних записів, які Кліфф виконав перед смертю. Оскільки оригінальні записи не використовуються на треку, композиція вказується як написана Бертоном і виконана Ньюстедом. Слова в кінці пісні («Коли людина бреше, вона вбиває якусь частину світу. Це ті бліді смерті, які люди неправильно називають своїм життям») було написано німецьким поетом Паулем Герхардтом, але їх іноді випадково приписують Кліффу. Друга половина промови («Я не можу більше бачити все це. Хіба Царство спасіння не може забрати мене додому?») була написана Бертоном. Трек є останнім твором каталогу Metallica, акредитованим Кліффом Бертоном у хронологічному порядку, оскільки він працював над ним до своєї смерті.
«Dyers Eve» — це нарікання Джеймса Хетфілда проти його батьків. Його батько покинув сім'ю, коли Джеймсу було всього 13 років, а мати померла від раку, коли йому було 16. Вона відмовилася від лікування через свої переконання як християнського вченого. Текст набуває формату гнівного, звинувачувального листа, написаного рукою дитини, чия тендітна психіка була поранена на етапі розвитку тими самими, хто мав її захищати та направляти.

## Списки композицій
Автор слів Джеймс Гетфілд, крім «To Live Is to Die», її автором є Кліфф Бертон. 
| #     | Назва                       | Автор музики             | Тривалість |
| ----- | --------------------------- | ------------------------ | ---------- |
| 1.    | «Blackened»                 | Гетфілд, Ульріх, Ньюстед | 6:41       |
| 2.    | «…And Justice for All»      | Гетфілд, Ульріх, Геммет  | 9:46       |
| 3.    | «Eye of the Beholder»       | Гетфілд, Ульріх, Геммет  | 6:29       |
| 4.    | «One»                       | Гетфілд, Ульріх          | 7:24       |
| 5.    | «The Shortest Straw»        | Гетфілд, Ульріх          | 6:35       |
| 6.    | «Harvester of Sorrow»       | Гетфілд, Ульріх          | 5:45       |
| 7.    | «The Frayed Ends of Sanity» | Гетфілд, Ульріх, Геммет  | 7:41       |
| 8.    | «To Live Is to Die»         | Гетфілд, Ульріх, Бертон  | 9:49       |
| 9.    | «Dyers Eve»                 | Гетфілд, Ульріх, Геммет  | 5:13       |
| 65:25 |                             |                          |            |

| Японська версія | Японська версія                          | Японська версія          | Японська версія |
| #               | Назва                                    | Автор                    | Тривалість      |
| --------------- | ---------------------------------------- | ------------------------ | --------------- |
| 10.             | «The Prince» (кавер-версія Diamond Head) | Шон Харріс, Браян Татлер | 4:26            |
| 69:51           |                                          |                          |                 |

## Позиції в чартах
| Чарт (1988)     | Найвища позиція |
| --------------- | --------------- |
| Австралія       | 16              |
| Австрія         | 12              |
| Велика Британія | 4               |
| Італія          | 19              |
| Мексика         | 92              |
| Нідерланди      | 19              |
| Німеччина       | 5               |
| Фінляндія       | 8               |
| США             | 6               |
| Угорщина        | 35              |